# Mistrzostwa Polski w Łyżwiarstwie Figurowym 2004
Mistrzostwa Polski w łyżwiarstwie figurowym na sezon 2003/2004 odbyły się w dniach od 12 – 14 grudnia 2003 w Łodzi, w kategoriach Seniorów, Juniorów i Juniorów Młodszych oraz w łyżwiarstwie synchronicznym.

## Wyniki
Pełne wyniki dostępne są na stronie PZŁF

### Seniorzy
| Kategoria     | złoto                           | srebro                            | brąz                              |
| ------------- | ------------------------------- | --------------------------------- | --------------------------------- |
| Soliści       | Maciej Kuś                      | Krzysztof Komosa                  | Łukasz Daros                      |
| Solistki      | Anna Zawada                     | Maria Mordarska                   | Aleksandra Żelichowska            |
| Pary taneczne | Aleksandra Kauc, Michał Zych    | Agnieszka Dulej, Sławomir Janicki | Maria Bińczyk, Michał Tomaszewski |
| Pary sportowe | Dorota Zagórska, Mariusz Siudek | –                                 | –                                 |

### Juniorzy
| Kategoria            | złoto                         | srebro                             | brąz                                   |
| -------------------- | ----------------------------- | ---------------------------------- | -------------------------------------- |
| Soliści              | Przemysław Domański           | Mateusz Chruściński                | Maciej Lewandowski                     |
| Solistki             | Ilona Senderek                | Karolina Bulak                     | Monika Serkowska                       |
| Pary taneczne        | Joanna Budner, Jan Mościcki   | Patrycja Petrus, Robert Chudziński | Joanna Krysztofiak, Bartłomiej Witczak |
| Pary sportowe        | Joanna Dusik, Patryk Szałaśny | Aneta Michałek, Mariusz Świerguła  | –                                      |
| Formacje łyżwiarskie | Olivia                        | Marymont                           | Krakowianka                            |

### Juniorzy Młodsi
| Kategoria     | złoto                             | srebro                              | brąz                                  |
| ------------- | --------------------------------- | ----------------------------------- | ------------------------------------- |
| Soliści       | Sebastian Iwasaki                 | Edwin Siwkowski                     | Bartosz Paluchowski                   |
| Solistki      | Laura Czarnotta                   | Joanna Sulej                        | Paulina Zembrzuska                    |
| Pary taneczne | Emilia Jaranowska, Michał Więcek  | Milena Szymczyk, Maciej Bernadowski | Natalia Helszer, Patryk Habrat        |
| Pary sportowe | Julia Szczerbowska, Łukasz Chluba | Krystyna Klimczak, Janusz Karweta   | Agnieszka Klimek, Bartosz Paluchowski |